# Nyelvemlék
Nyelvemléknek nevezünk minden olyan írásos művet, tekintet nélkül annak tárgyára vagy céljára, függetlenül a használt írásrendszertől, amely egy adott nyelv múltbéli megnyilvánulásainak állít hiteles emléket. Nyelvemlékké gyakorlatilag bármilyen lejegyzett szöveg válhat.
A nyelvemlékeket a következő csoportokba szokás osztani:
1. Szórványok – A vizsgált nyelv szavai, mondatai egy javarészt más nyelvű szövegbe ágyazódva helyezkednek el. (Legismertebb magyar példája a Tihanyi alapítólevél.)
2. Glosszák – Magyarázatok, feljegyzések az adott nyelven.
3. Tulajdonnévjegyzékek – Az adott nyelven beszélők neveit lajstromzó listák. (Például a magyar "A tihanyi apátság birtokösszeírása".)
4. Tárgylajstromok – A hétköznapi élet eszközeinek a felsorolása az adott nyelven.
5. Egyéb felsorolások
6. Szójegyzékek – kisebb terjedelmű szótárak, a szavak mellékjelentéseinek értékelése nélkül, velük alkotott kifejezések mellőzésével.
7. Szótárak – a nyelv szavainak átfogóbb és bővebb fordításai, értelmezései.
8. Szövegek – a nyelvet legjobban jellemző, összefüggő mondatokból álló írások.

## Nyelvek legkorábbi nyelvemlékei
| - sumer – i. e. 3400 és 3100 között, az uruki templomi levéltárból - egyiptomi – i. e. 3400 és 3200 között, sírbéli feliratok az U-j sírból - görög – i. e. 1500 körül - kínai – i. e. 1300 körül - föníciai – i. e. 1000 körül - héber – i. e. 950 körül, a Gézeri parasztnaptár - etruszk – i. e. 700 körül - latin – i. e. 700 körül, Praenestei fibula - perzsa – i. e. 525 körül - szanszkrit – i. e. 500 körül - keltibér – i. e. 100 körül - arab – i. sz. 100 körül, az En Avdat felirat - óskandináv – 160 körül - gót – 350 körül, bibliafordítás (Wulfila / Ulfilas püspök) - ír – 500 körül, Ogham feliratok - angol(szász) – 660 körül - türk – 700 körül, türk rovásírás (Orkhon) - japán – 700 körül - német – 775 körül, Abrogans - spanyol – kb. 804 | - (ó)francia – kb. 842, a Strasbourgi eskük - olasz – 960 és 963 között - szlovén – 972 és 1093 között, a Freising-kéziratok - katalán – kb. 1028 - horvát – kb. 1100, Baška-tábla - dán- kb. 1100 - portugál – 1189 - magyar – 1192–1195 Halotti beszéd és könyörgés - lengyel – kb. 1270, Henryków könyve - orosz – 1300-1350 között - albán – 1400 körül - koreai – 1446 - román – 1521, Neacşu levele - lett – 1530 - észt – 1535 - finn – 1543, Abckiria - litván – 1545 |

## Magyar nyelvemlékek

### Egyéb művek
- Bagonyai ráolvasások (1488)
- Besztercei szójegyzék
- Budapesti glosszák
- Csáti Demeter: Ének Pannónia megvételéről (1526)
- Csíkszentmiklósi felirat
- Csízió (15. század utolsó negyede)
- Czestochowai nyelvemlék (1501)
- Drágffy Mária kelengyelajstroma
- Gergely éneke Jaksics Demeter veszedelméről (1490 körül)
- Guden vitéz végrendelete
- Halotti beszéd és könyörgés
- Kolozsvári glosszák
- Konstantinápolyi felirat
- Leleszi alapítólevél
- Marosvásárhelyi sorok
- Rotenburgi János magyar nyelvmestere
- Tihanyi alapítólevél
- Váradi regestrum
- Az zenth Paal leueley magyar nyeluen
- Zobori oklevél

### Egyéb
- Nyelvemlékek Erdélyben